# Lennon Miller
Lennon Lee Miller (Wishaw, 25 augustus 2006) is een Schots voetballer die doorgaans speelt als middenvelder. In augustus 2022 debuteerde hij voor Motherwell.

## Clubcarrière
Miller speelde vanaf zijn achtste levensjaar in de jeugdopleiding van Motherwell. Zes dagen na zijn zestiende verjaardag maakte hij zijn debuut in het eerste elftal, toen in de Scottish League Cup met 4–0 gewonnen werd van Inverness Caledonian Thistle. Met zijn optreden werd Miller de jongste speler uit de clubgeschiedenis. Tijdens zijn debuutseizoen kwam hij uiteindelijk tot vijf officiële optredens. Zijn eerste professionele doelpunt maakte Miller op 15 juli 2023, toen hij in de Scottish League Cup de score opende op bezoek bij Elgin City, waarvan uiteindelijk met 0–2 gewonnen werd. In november 2023 tekende de middenvelder een vernieuwd contract bij Motherwell, tot medio 2026.

## Clubstatistieken
| Seizoen | Club       | Competitie  | Competitie | Competitie | Beker | Beker | Internationaal | Internationaal | Totaal | Totaal |
| Seizoen | Club       | Competitie  | Wed.       | Dlp.       | Wed.  | Dlp.  | Wed.           | Dlp.           | Wed.   | Dlp.   |
| ------- | ---------- | ----------- | ---------- | ---------- | ----- | ----- | -------------- | -------------- | ------ | ------ |
| 2022/23 | Motherwell | Premiership | 4          | 0          | 1     | 0     | —              | —              | 5      | 0      |
| 2023/24 | Motherwell | Premiership | 25         | 0          | 7     | 2     | —              | —              | 32     | 2      |
| 2024/25 | Motherwell | Premiership | 27         | 2          | 7     | 2     | —              | —              | 34     | 4      |
| Totaal  | Totaal     | Totaal      | 56         | 2          | 15    | 4     | 0              | 0              | 71     | 6      |

Bijgewerkt op 12 april 2025.